# آبیاری چرخشی
زمین های کشاروزی در این روستا به صورت دیم و آبی است.

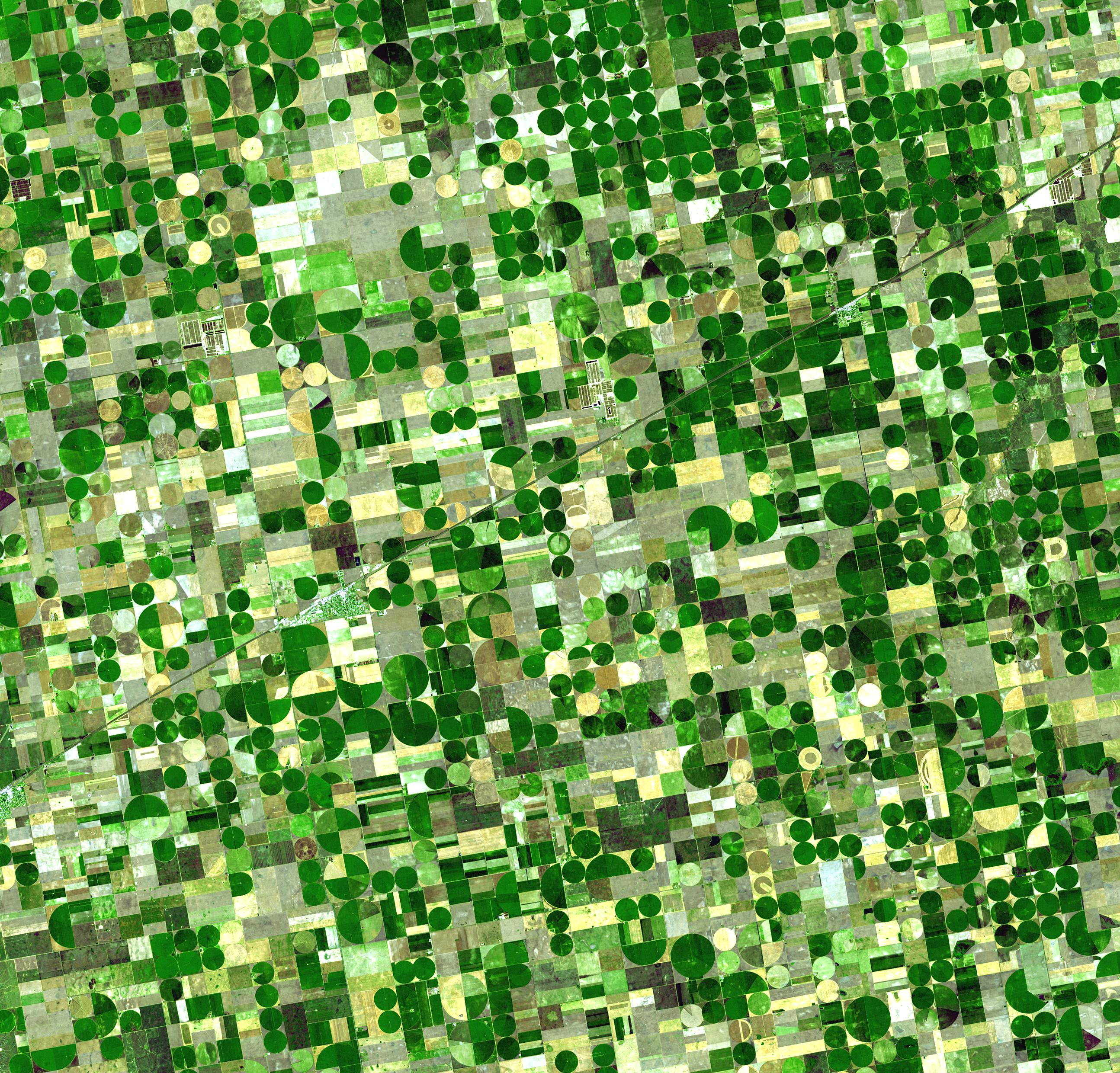
عکس ماهواره‌ای از مزارع کانزاس. دایره‌ها مزارعی هستند که توسط تکنیک آبیاری محور مرکزی آبیاری می‌شوند.

آبیاری چرخشی، دایره‌ای، مرکزی یا محوری، از انواع آبیاری است که در آن یک سامانه مرکزی به عنوان منبع تغذیه آب، محدوده‌ای از زمین زیر کشت فراورده کشاورزی را سیراب می‌کند. در این شیوه یک ابزار ویژه، گرد یک مرکز یا پاشنه چرخیده و با افشاندن و پاشیدن آب با فشار، گستره تعریف شده زراعی را آبیاری می‌کند. این روش آبیاری موجب به وجود آمدن زمین‌های زراعی به صورت شکل‌های گرد می‌گردد. اکثر سیستم‌های مرکزی در ابتدا با نیروی آب کار می کردند، اما امروزه اکثر آنها توسط موتورهای الکتریکی به حرکت در می آیند.
سیستم های آبیاری چرخشی برای اولین بار در سال ۱۹۴۰ میلادی توسط کشاورزی از ایالات متحده به نام فرانک زیباخ (Frank Zybach) مورد استفاده قرار گرفت. این نوع روش آبیاری به خصوص در زمین های کشاورزی بزرگ به عنوان روش آبیاری با بازدهی بالا شناخته می شود.

## مزایا
- استفاده از هزینه و نیروی کارگری کمتر
- کاهش میزان و تعداد دفعات خاک ورزی

## معایب
نمونه معایب این روش می توان به نمونه ۶۰ سال کشاورزی متمرکز پرسود و استفاده بیش از حد از این روش را در ایالات متحده اشاره کرد که در آن بخش هایی از یکی از بزرگترین آبخوان های جهان به نام ''Ogallala'' از آب خالی شد. همچنین باید یادآور این نکته شد که آب فسیل یک منبع طبیعی تجدیدناپذیر می باشد.

## در ایران
این روش در بعضی نقاط ایران نیز استفاده می شود.

## نگارخانه

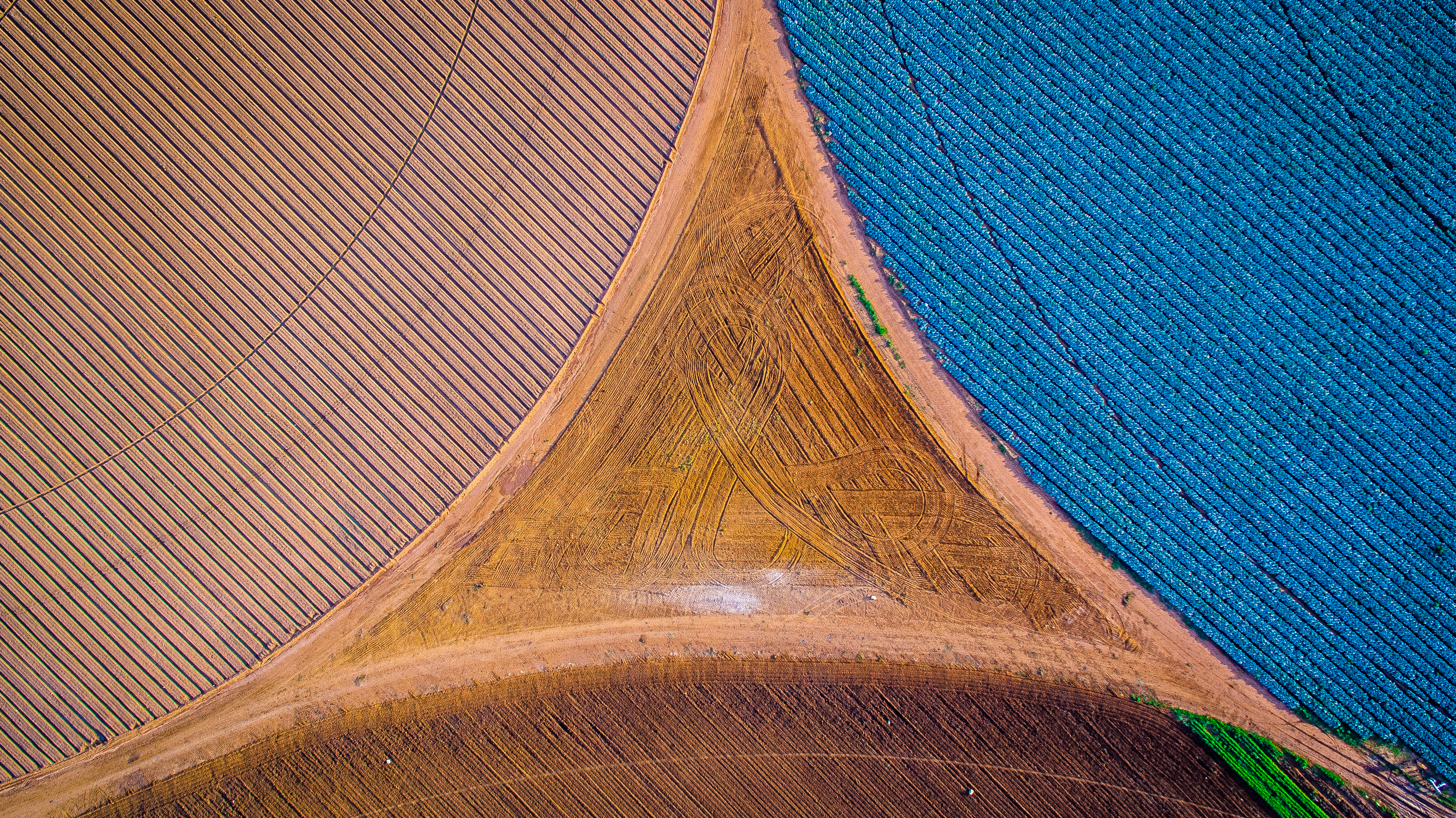
برای آبیاری کارآمد و بهینه‌تر، در این روش محصولات به صورت دایره ای کاشته می شوند.
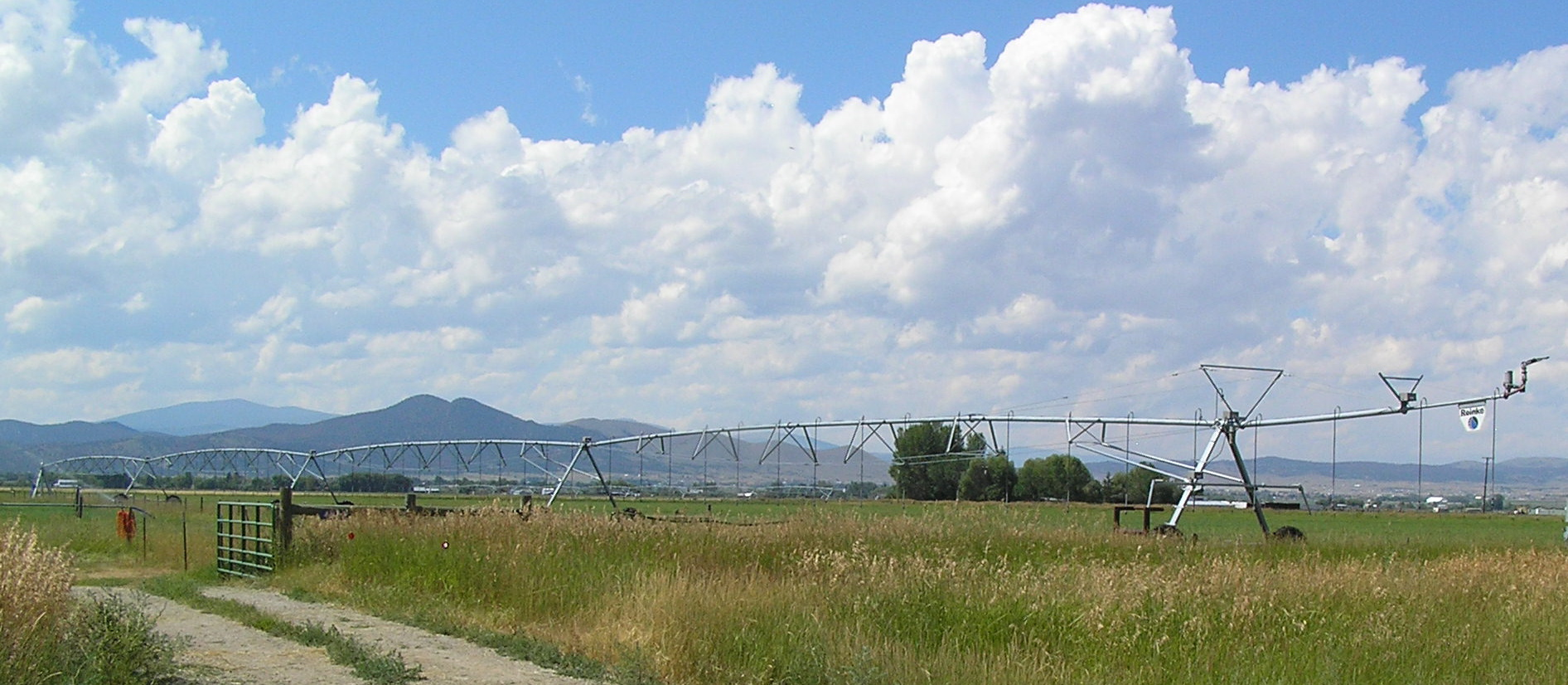
یک سیستم مرکزی کوچک از ابتدا تا انتها
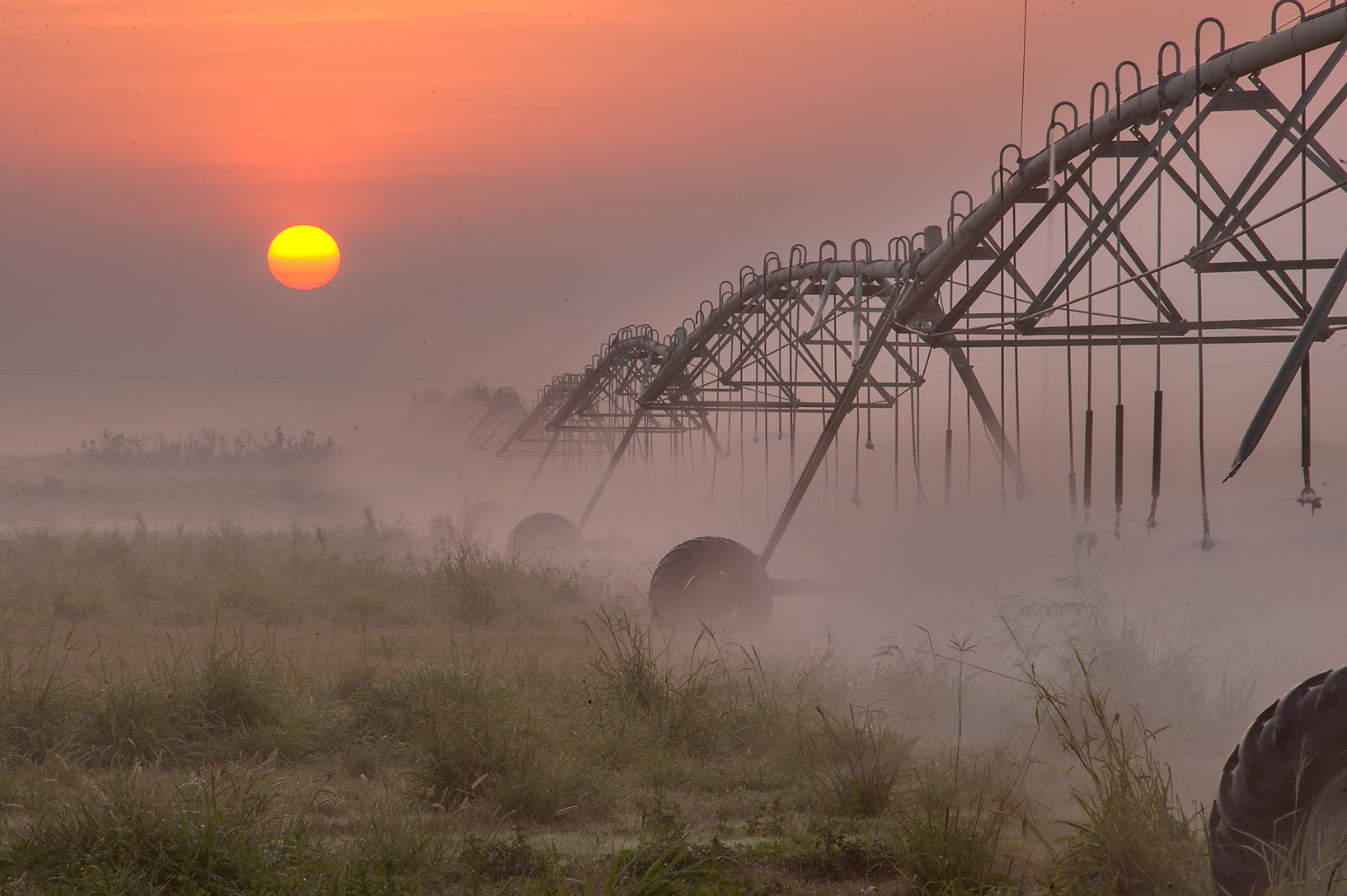
آبیاری مرکزی چرخشی در مزارع Irkhaya، الریان، قطر
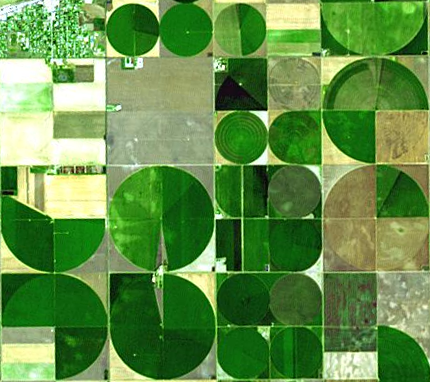
زمین کشاورزی با آبیاری دایره ای
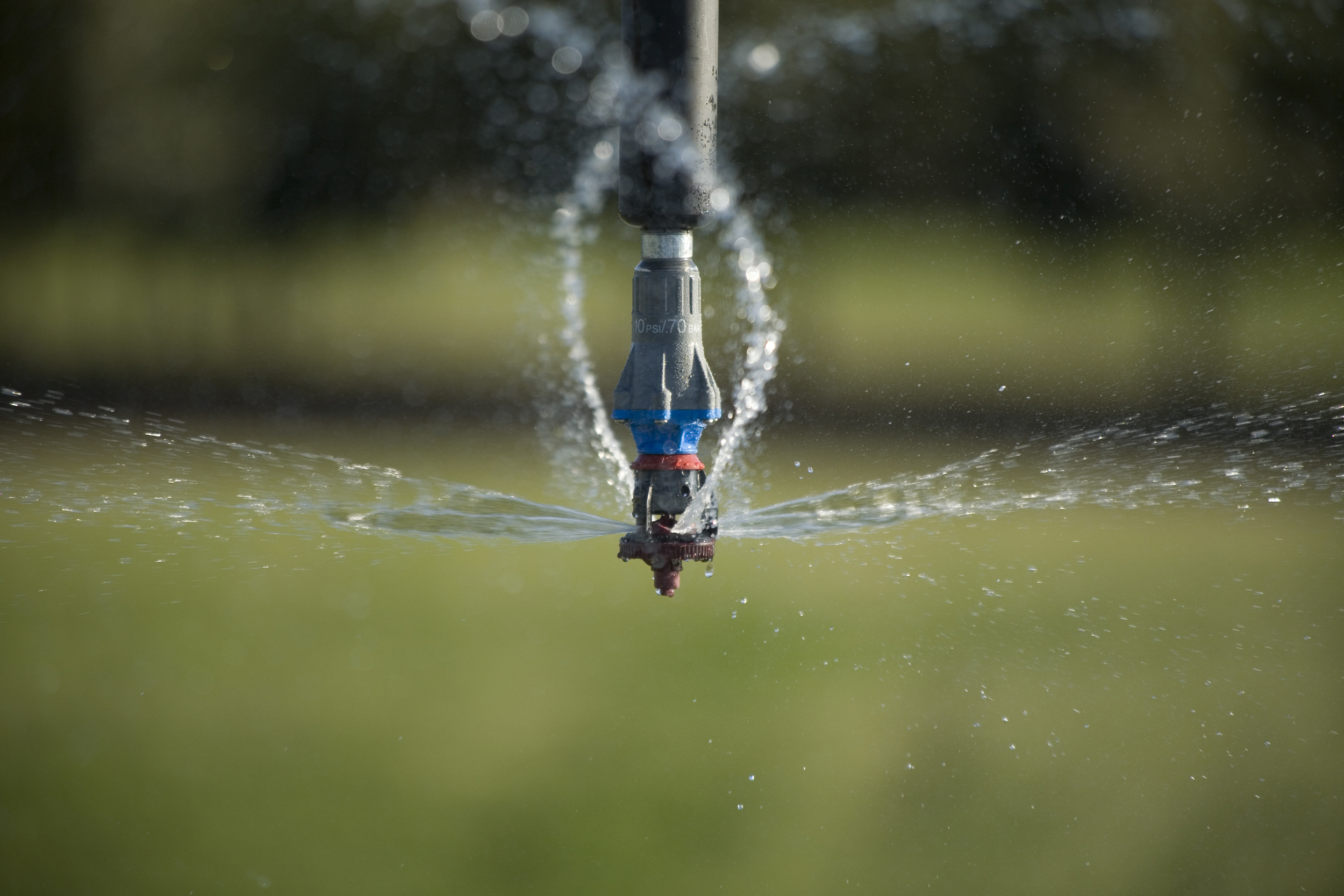
آب پاش چرخشی (Rotator style pivot applicator sprinkler)
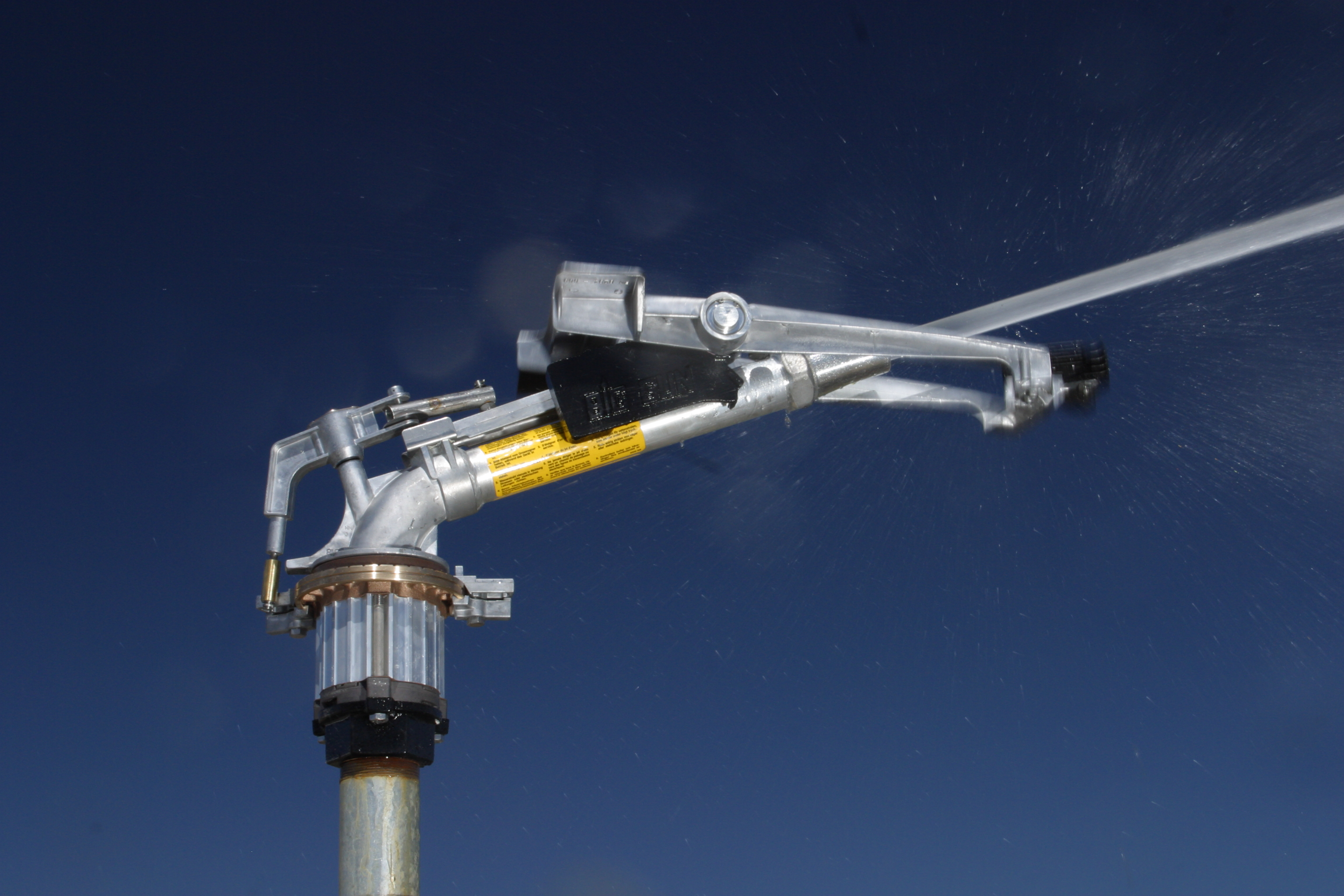
آب پاش (End Gun style pivot applicator sprinkler)